# Rugazi
Rugazi är en kommun i Burundi. Den ligger i provinsen Bubanza, i den nordvästra delen av landet, 24 kilometer nordost om Burundis största stad Bujumbura.